# Liatris provincialis
Liatris provincialis là một loài thực vật có hoa trong họ Cúc. Loài này được R.K.Godfrey mô tả khoa học đầu tiên năm 1961.